# Ewina
Ewina est une localité polonaise de la gmina de Żytno, située dans le powiat de Radomsko en voïvodie de Łódź.